# Teleutaea
Teleutaea is een geslacht van insecten uit de orde vliesvleugeligen (Hymenoptera) en de familie Ichneumonidae.

## Soorten
- T. acarinata Kuslitzky, 1973
- T. arisana Sonan, 1936
- T. brischkei (Holmgren, 1860)
- T. corniculata Momoi, 1978
- T. diminuta Momoi, 1978
- T. flavomaculata (Uchida, 1928)
- T. gracilis Cushman, 1933
- T. kasparyani Kuslitzky, 1979
- T. longiterebra Kuslitzky, 1973
- T. macilenta Tosquinet, 1903
- T. minamikawai Momoi, 1963
- T. mishae Kuslitzky, 1973
- T. nigra Momoi, 1978
- T. occidentalis Morley, 1914
- T. orientalis Kuslitzky, 1973
- T. pleuralis Sheng, 2008
- T. rufa Sheng, 2008
- T. sachalinensis Uchida, 1928
- T. striata (Gravenhorst, 1829)
- T. ussuriensis (Golovisnin, 1928)